# پروسپر دپردومه
پروسپر دپردومه (انگلیسی: Prosper Depredomme; ۲۶ مهٔ ۱۹۱۸ – ۸ نوامبر ۱۹۸۷) دوچرخه‌سوار اهل بلژیک بود.